# Гейша (фильм)
«Гейша» (яп. 祇園囃子 гион баяси, оркестр Гиона) — кинофильм режиссёра Кэндзи Мидзогути, вышедший на экраны в 1953 году. Экранизация романа Мацутаро Кавагути.
Фильм полностью снят на киотоском диалекте.

## Сюжет
Юная Эйко (Аяко Вакао) после смерти своей матери, гейши из Камиситикэна, обращается за помощью к её подруге Миёхару (Митиё Когурэ). Эйко некуда идти, а отчим заставляет её сожительствовать с ним «чтобы выплатить долги». Она просит Миёхару стать её наставницей и взять её в ученицы. Миёхару, опытная гейша, работающая в Гионе, соглашается.
Эйко (принявшей сценический псевдоним Миёэй) обучается игре на сямисэне, барабане цудзуми, традиционному танцу. Миёэй не нравится пропагандируемый стандарт поведения с клиентами, она выступает за соблюдение законов, а не устаревших норм. Девочки, обучающиеся с ней, посмеиваются над её эмансипацией. Одна из девочек рассказывает ошеломлённой Миёэй, что для успешной карьеры зачастую нужно обзавестись спонсором (яп. 旦那 данна), который «всё равно что любовник».
Подходит время дебюта, для которого требуется значительная сумма денег: парадное кимоно, оби, кандзаси стоят дорого. Взяв в долг крупную сумму у Ёсикими (Тиэко Нанива), влиятельной владелицы чайного дома в Гионе, Миёхару платит за дебют.
Окими убеждает Миёхару подобрать данна для Миёэй, чтобы облегчить своё материальное положение, однако та отказывается, тогда Ёсикими рассказывает, что деньги для дебюта дал бизнесмен Кусуда (Сэйдзабуро Кавадзу), имеющий свои виды на молоденькую Миёэй. Ёсикими пришлось пообещать, что он будет данна Миёэй.
Сама Миёхару приглянулась партнёру Кусуды по фамилии Кандзаки (Кандзи Косиба), ради контракта с которым Кусуда готов на многое. Кусуда и Кандзаки приглашают Миёхару и Миёэй на фестиваль в Токио, по приезде куда Миёхару ставят перед фактом: она должна провести ночь с Кандзаки. Пока Кандзаки любезничает с Миёхару, Кусуда предпринимает попытку сексуального сближения с Миёэй. Та, обороняясь, кусает его за язык до крови.
Кусуда в ярости: из-за строптивой Миёхару он потерял контракт стоимостью 80 000 000 иен. Ёсикими говорит Миёхару, что их больше не будут приглашать на банкеты, пока Миёхару не переспит с Кандзаки, а также напоминает о долге в 300 000 иен. Миёэй готова извиниться и принять предложение Кусуды, но Миёхару не хочет, чтобы ей «сестра» ввязывалась в грязные дела. Отец Эйко, отказавшийся заботиться о ней, приходит к Миёхару: дела идут плохо, за ним большие долги. Он шантажирует самоубийством и выпрашивает у Миёхару дорогие часы, кольцо и кандзаси на продажу.
Ёсикими идёт на крайние меры: запирает Миёэй в чайном домике и требует Миёхару взамен. Миёхару понимает, что дело приняло слишком серьёзный оборот, и Эйко может пострадать. Она проводит ночь с Кандзаки.
На следующий день Миёхару возвращается к Миёэй и приносит подарки — дорогие ткани. Миёэй видела, как прислали одежду старшей сестры, а также слышит, как их «снова хотят видеть» на банкетах, поэтому догадывается об источнике финансирования и начинает ругать Миёхару за то, что та провела ночь с нелюбимым. Миёхару пытается отрицать. Эйко говорит, что все слова о «прекрасных символах Японии гейшах» — это ложь. Миёхару даёт Эйко пощёчину.
Начинает звонить телефон: владелицы чайных домов наперебой просят Миёхару с сестрой для банкетов. Миёхару решает: отныне данна Эйко — это она сама.

## В ролях
- Митиё Когурэ — Миёхару
- Аяко Вакао — Эйко (Миёэй)
- Сэйдзабуро Кавадзу — Кусуда
- Кандзи Косиба — Кандзаки
- Тиэко Нанива — Ёсикими
- Эйтаро Синдо — Савамото

## Премьеры
- — национальная премьера фильма состоялась 12 августа 1953 года[1].
- — премьерный показ в США — 1 июня 1978 год в Нью-Йорке[1]
- — впервые показан российскому зрителю 20 октября 2002 года под названием «Праздничная музыка в Гионе» в рамках ретроспективы фильмов Кэндзи Мидзогути в московском Музее кино[2].

## Награды
- 1954 — две премии «Голубая лента»: лучший актер второго плана (Эйтаро Синдо), лучшая актриса второго плана (Тиэко Нанива)